# 中央农村居民点 (沃洛格达州)
中央农村居民点（俄语：Сельское поселение Центральное）是俄罗斯联邦沃洛格达州巴巴耶沃区所属的一个农村居民点。其下辖有34个居民点，行政中心为基诺。据2015年统计，该农村居民点的人口为269人。